# Mali i Shpatit
Mali i Shpatit är en ås i Albanien. Den ligger i den centrala delen av landet, 50 km sydost om huvudstaden Tirana.
Omgivningarna runt Mali i Shpatit är en mosaik av jordbruksmark och naturlig växtlighet.  Runt Mali i Shpatit är det ganska tätbefolkat, med 72 invånare per kvadratkilometer.